# This is America Part 2
This is América Part 2 es un filme mondo y falso documental. Al igual que su anteecesora, This is América, muestra el lado desenfrenado de la sociedad de los Estados Unidos: músicos dedicados a la política, super héroes absurdos, conductas sexuales extraños, exóticos cultos religiosos, criogenia, la cultura a las armas y la pena capital, por citar solo algunos.

## Reparto
- Norman Rose - Narrador.
- Anibal O.  Lleras - Inquilino.
- Jello Biafra - Jello Biafra.
- Alice Cooper - Alice Cooper.
- Bo Diddley - Bo Diddley.
- Charles Manson - Charles Manson.

## Doblaje al español
| Personaje | Actor Original (Estados Unidos) | Actor de doblaje (Hispanoamérica) | Actor de doblaje (España) |
| --------- | ------------------------------- | --------------------------------- | ------------------------- |
| Narrador  | Norman Rose                     | John Gres                         | ¿?                        |